# JSTOR
JSTOR — цифрова повнотекстова база даних англомовних наукових журналів.

## Опис системи
Система була заснована президентом Прінстонського універстиету Вільямом Боуеном у 1995 році як некомерційна організація, що деякий час фінансувалася на грантовій основі. Пізніше відбувся перехід до платної передплати на контент. До бази включено професійні видання з авторитетною редколегією. Вона містить публікації з 1665 року й дозволяє здійснювати повнотекстовий пошук за всіма матеріалами в базі даних.
JSTOR наповнюється більш ніж 900 видавцями, станом на початок 2014 року база даних містить більш ніж 1900 журналів у 50 дисциплінах. 
Доступ до статей надається здебільшого для корпоративних організацій (таких як університети, дослідницькі центри тощо) за платну передплату. Станом на січень 2013 року таку передплату мали близько 1700 організацій.
6 вересня 2011 року JSTOR надав вільний доступ до статей, опублікованих у США до 1923 року, а в інших країнах — до 1870 року.
Починаючи з 9 січня 2013 року програму вільного доступу було розширено. Тепер зареєстровані користувачі можуть завантажити для перегляду понад 4 млн статей, які раніше були доступні лише передплатникам. Це приблизно 1200 видань починаючи від їх першого випуску до випусків 3-5 річної давнини (найсвіжіші публікації залишаться недоступними). Кількість матеріалів для завантаження теж доволі обмежена - не більше трьох статей, які можна змінювати раз на два тижні. Для деяких публікацій буде доступна можливість платного завантаження. Такі статті залишатимуться доступними для користувача назавжди.